# Kassengift (Album)
Kassengift ist das am 4. September 2000 veröffentlichte siebte Studioalbum der Berliner Popband Rosenstolz und zugleich der Name der zugehörigen Tour.

## Hintergrund
Das Album Kassengift wurde von Juli 1999 bis Juni 2000 aufgenommen und schließlich am 4. September 2000 veröffentlicht. 2002 erschien eine Neuauflage des Albums.
Mit Kassengift gelang es Rosenstolz zum ersten Mal in ihrer Karriere, auf den Spitzenplatz der deutschen Album-Charts zu gelangen, das Album verfehlte den Einstieg in Österreich und der Schweiz. Es ist zudem das erste Album von Rosenstolz, welches mit Amo Vitam und Total Eclipse auch nichtdeutschsprachige Lieder enthält.
Der Albumtitel ist laut Plate eine Anspielung auf ihre damalige nicht vorhandene Medienpräsenz: „In der Biografie von Marlene Dietrich stand, dass Marlene zu einer bestimmten Zeit Kassengift war. Ich dachte da nur: Was für ein geiles Wort. Der Titel ist natürlich auch ein Kommentar auf das, was uns in den letzten zehn Jahren so passiert ist: Das einerseits die Konzerte voll sind und die Leute auch unsere Platten kaufen, dass es uns aber in den Medien nicht gibt. Deshalb heißt es im Titelsong: „Ich bin der Song, der nicht gespielt wird. Ich bin das Video, das nicht läuft.“ Viva sagt: „Ihr seid doppelt so alt wie unser Publikum.“ Und das ZDF: „Ihr seid zu schrill.“ Wir passen nicht in die Bravo, aber auch nicht in den Stern . . .“
Dem Album ging die Singleveröffentlichung von Amo Vitam voraus, mit der sich Rosenstolz auf Platz 19 in den deutschen Single-Charts platzieren konnten. Das Lied ist eine lateinische Poparie mit Trance-Elementen und Sakralchören, welcher die Botschaft „Ich liebe das Leben, ich liebe den Sex, doch warum bin ich einsam“ enthält. Eine zweite Version des Liedes und des Videos mit Marc Almond als Gastsänger folgten 2001. So erschien Amo Vitam als Bonus-Track gemeinsam mit Almond auf Almonds Album Glorious und auf der Compilation Alles Gute – Die Goldedition von Rosenstolz.
Das Video zur zweiten Single Kinder der Nacht wurde im Januar 2001 in Hamburg vom Regisseur Marcus Sternberg gedreht. Es erschien in einer „Tag Version“ und einer freizügigeren „Nacht Version“. Der Song war eigentlich unter dem Titel Morgenlicht für das Album Mittwoch is’ er fällig vorgesehen. Schlussendlich wurde es nur auf der streng limitierten CD Sanfter Verführer veröffentlicht und erschien 2000 in abgeänderter Form als Single Kinder der Nacht.
Im März 2001 folgte die Single Total Eclipse/Schwarze Witwe. Zunächst war die Single unter dem Titel Divendoppel geplant. Sie besteht aus Duetten mit Nina Hagen und Marc Almond, sowie zwei französischen Versionen von Songs aus dem Album Kassengift. Die Zusammenarbeit mit Marc Almond kam laut AnNa R. folgendermaßen zustande: „Bei einem seiner Konzerte hat ihm ein Journalist eine CD von uns gegeben. Marc war so begeistert, dass er uns ein paar Tage später anrief und dann ist die Idee für die gemeinsame Aufnahme von 'Total Eclipse' entstanden.“ Total Eclipse ist ein Coversong des 1981 veröffentlichten Songs von Klaus Nomi. Für den Song Schwarze Witwe konnte Nina Hagen gewonnen werden. Für Plate eine Idealbesetzung: „Da stand ihr Name drauf.“. Mit der Single schafften es Rosenstolz auf Platz 22 der deutschen Single-Charts.

## Titelliste
| #   | Titel                                     | Länge |
| --- | ----------------------------------------- | ----- |
| 1.  | Kassengift                                | 3:56  |
| 2.  | Bastard                                   | 5:31  |
| 3.  | Kinder der Nacht                          | 5:32  |
| 4.  | Amo vitam                                 | 3:32  |
| 5.  | Septembergrau                             | 4:40  |
| 6.  | Achterbahn                                | 4:30  |
| 7.  | Es ist vorbei                             | 4:01  |
| 8.  | Engel der Schwermut                       | 4:29  |
| 9.  | Du atmest nicht                           | 3:32  |
| 10. | Total Eclipse                             | 4:02  |
| 11. | Die Schwarze Witwe                        | 3:53  |
| 12. | Sag doch                                  | 4:30  |
| 13. | Mir grauts vor diesen Leuten (Bonustrack) | 3:52  |

## Chartplatzierungen

### Album
| ChartsChartplatzierungen | Höchstplatzierung | Wochen |
| ------------------------ | ----------------- | ------ |
| Deutschland (GfK)        | 1 (13 Wo.)        | 13     |

### Singles
| Jahr | Titel Album                 | Höchstplatzierung, Gesamtwochen, AuszeichnungChartsChartplatzierungen (Jahr, Titel, Album, Platzierungen, Wochen, Auszeichnungen, Anmerkungen) | Anmerkungen                                        |
| Jahr | Titel Album                 | DE | Anmerkungen                                        |
| ---- | --------------------------- | --- | -------------------------------------------------- |
| 2000 | Amo Vitam Kassengift        | DE19 (7 Wo.)DE | Erstveröffentlichung: 21. August 2000              |
| 2000 | Kinder der Nacht Kassengift | DE63 (2 Wo.)DE | Erstveröffentlichung: 20. November 2000            |
| 2001 | Total Eclipse Kassengift    | DE22 (7 Wo.)DE | Erstveröffentlichung: 5. März 2001 mit Marc Almond |

## Kassengift Tour
Diese Liste beinhaltet alle Konzerte in chronologischer Reihenfolge, die bei der Kassengift live 2000–2001 gespielt wurden.
Tourdaten
| Datum              | Stadt             | Veranstaltungsort    | Land        |
| ------------------ | ----------------- | -------------------- | ----------- |
| 26. September 2000 | Wien              | Szene Wien           | Österreich  |
| 28. September 2000 | Zürich            | Kaufleuten           | Schweiz     |
| 29. September 2000 | Karlsruhe         | Durlach              | Deutschland |
| 30. September 2000 | Mannheim          | Capitol              | Deutschland |
| 2. Oktober 2000    | Frankfurt am Main | Hugenottenhalle      | Deutschland |
| 3. Oktober 2000    | Saarbrücken       | Garage               | Deutschland |
| 4. Oktober 2000    | Freiburg          | Bürgerhaus Zähringen | Deutschland |
| 5. Oktober 2000    | Ulm               | Roxy                 | Deutschland |
| 7. Oktober 2000    | München           | Muffathalle          | Deutschland |
| 8. Oktober 2000    | München           | Muffathalle          | Deutschland |
| 8. Oktober 2000    | Stuttgart         | Theaterhaus          | Deutschland |
| 19. Oktober 2000   | Berlin-Tempelhof  | Columbiahalle        | Deutschland |
| 20. Oktober 2000   | Berlin            | Columbiahalle        | Deutschland |
| 22. Oktober 2000   | Schwerin          | Am Fernsehturm       | Deutschland |
| 24. Oktober 2000   | Chemnitz          | Kraftwerk            | Deutschland |
| 25. Oktober 2000   | Erlangen          | Stadthalle           | Deutschland |
| 26. Oktober 2000   | Heidelberg        | Stadthalle           | Deutschland |
| 28. Oktober 2000   | Köln              | E-Werk               | Deutschland |
| 29. Oktober 2000   | Köln              | E-Werk               | Deutschland |
| 31. Oktober 2000   | Hannover          | Capitol              | Deutschland |
| 1. November 2000   | Bremen            | Pier 2               | Deutschland |
| 2. November 2000   | Kiel              | Max                  | Deutschland |
| 4. November 2000   | Hamburg           | Große Freiheit 36    | Deutschland |
| 5. November 2000   | Hamburg           | Große Freiheit 36    | Deutschland |
| 6. November 2000   | Frankfurt (Oder)  | Messehalle 2         | Deutschland |
| 13. November 2000  | Halle             | Easy Schorre         | Deutschland |
| 14. November 2000  | Cottbus           | Messehalle           | Deutschland |
| 15. November 2000  | Dresden           | Eissporthalle        | Deutschland |
| 16. November 2000  | Erfurt            | Thüringenhalle       | Deutschland |
| 18. November 2000  | Dortmund          | Westfalenhalle       | Deutschland |
| 20. November 2000  | Magdeburg         | Stadthalle Magdeburg | Deutschland |
| 21. November 2000  | Hannover          | Haus Auensee         | Deutschland |
| 24. November 2000  | Berlin            | Columbiahalle        | Deutschland |
| 25. November 2000  | Berlin            | Columbiahalle        | Deutschland |